# Parrocchia di Westmoreland
La parrocchia di Westmoreland (in inglese Westmoreland Parish) è una delle quattordici parrocchie della Giamaica, è situata nella parte più occidentale dell'isola e fa parte della Contea di Cornwall. La capitale è Savanna-la-Mar, una delle città più importanti è Negril e conta 145.335 abitanti (dato 2009).

## Storia
Cristoforo Colombo arriva nel Westmoreland durante il suo secondo viaggio, il primo che tocca la Giamaica. La parrocchia viene chiamata ufficialmente Westmoreland nel 1703, perché è la zona più ad ovest dell'isola. Savanna-la-Mar diventa capoluogo al posto di Bambury nel 1730.
Nel 1938 una rivolta nelle coltivazioni di zucchero cambia il corso della storia giamaicana; la rivolta porta al suffragio universale ed alla costituzione nel 1944, ed apre la strada verso l'autogoverno e l'indipendenza. I due principali eroi nazionali, Alexander Bustamante e Norman Washington Manley cominciano la loro attività politica proprio in questo momento.

## Geografia fisica

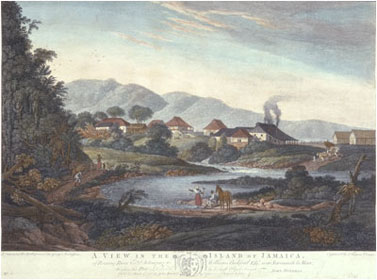
John Boydell, A View in the Island of Jamaica, of Roaring River Estate belonging to William Beckford Esq. near Savannah la Marr, 1778.

La parrocchia di Westmoreland copre 807 chilometri quadrati (circa 311 miglia quadrate), ed è la più grande parrocchia giamaicana. La maggior parte della popolazione proviene dall'India a causa della servitù debitoria, che arriva nell'isola per lavorare dopo l'abolizione della schiavitù.
La regione è coperta da più di quaranta chilometri quadrati di palude, la maggior parte di queste è chiamata "Great Morass"; questa zona è ricca di torba, un'eccellente fonte di energia, ed è un santuario per la biodiversità nell'isola. Il resto dell'area è formato da colline di moderata altezza e pianure alluvionali lungo la costa.
Ci sono numerosi fiumi nella parrocchia: il Cabaritta River, lungo 37,9 chilometri, è il fiume maggiore e permette la navigazione a barche di peso superiore alle 8 tonnellate; altri fiumi sono Negril River, New Savanna, Morgan's, Gut, Smithfield, Bowens, Bluefields, Robins, Roaring, Great e Dean.